# Diploperla
Diploperla és un gènere d'insectes plecòpters pertanyent a la família dels perlòdids.

## Hàbitat
En els seus estadis immadurs són aquàtics i viuen a l'aigua dolça, mentre que com a adults són terrestres i voladors.

## Distribució geogràfica
Es troba a Nord-amèrica: els Estats Units (Alabama, Connecticut, Indiana, Ohio, Kentucky, Delaware, Geòrgia, Maryland, Mississipi, Carolina del Nord, Pennsilvània, Carolina del Sud, Tennessee, Virgínia i Virgínia Occidental).

## Taxonomia
- Diploperla duplicata (Banks, 1920)
- Diploperla kanawholensis (Kirchner & Kondratieff, 1984)
- Diploperla morgani (Kondratieff & Voshell Jr., 1979)
- Diploperla robusta (Stark & Gaufin, 1974)[8][9][10][11][12]